# Anna der Engelen Monteguado
De zalige Anna der Engelen Monteguado (Arequipa, 26 juli 1602 - Arequipa, 10 januari 1686) was een Peruaanse religieuze.

## Levensloop
Zij trad in 1618 in bij de dominicanessen in het klooster van de H. Catharina in Arequipa. Gedurende vele jaren was ze novicenmeesteres en priorin. 
Er werden haar genezende eigenschappen toegeschreven. 
Anna der Engelen werd door paus Johannes Paulus II in 1985, tijdens zijn bezoek aan Peru, zalig verklaard. Haar gedenkdag is op 10 januari.